# NGC 6473
NGC 6473 is een ster in het sterrenbeeld Draak. Het hemelobject werd op 22 juli 1886 ontdekt door de Amerikaanse astronoom Lewis A. Swift.
- Dit object, alhoewel het een ster betreft, is afgebeeld als zijnde een extragalactisch stelsel op kaart 53 in de sterrenatlas Uranometria 2000.0, Volume 1 (editie 1987). Het eigenlijke extragalactische stelsel NGC 6474 in de onmiddellijke omgeving van deze ster, is echter verkeerdelijk vermeld als NGC 6473.